# Деснянське
Деснянське (до 1922 року — Псарівка, до 17 лютого 2016 року — Свердловка, після децентралізації  з 2019 року сучасна назва) — село в Україні, у Понорницькій селищній громаді Новгород-Сіверського району Чернігівської області. Населення становить 682 осіб. До 2020 орган місцевого самоврядування — Деснянська сільська рада.

## Назва
Тисячоліття тому новгород-сіверські князі будували по Десні у Комані, Горбові великі конюшні, де тримали коней для контрпоходів в степ на половців, а в Псарівці збудували велику псарню, де тримали псів для полювання. Псарі жили в городку – укріплені «от диких половцев», як зазначає церковний історик єпископ Філарет. Мабуть, Філарет здогадався про псарню по назві села Псарівка, в якому ніколи не бував й не бачив її траву псарку, псюрку – білоус, що полюбляє собачі піщані ґрунти. Археолог Куриленко віднайшов у Псарівці згаданий Філаретом – городок – мале поселення псарів захищене обороною лінією (нині територія дитсадка). Зрозуміло, псарі не мали своєї церкви, вона була дещо західніше від городка в більшому поселенні сіверців біля городища на скелі – плато 250х300 м над Десною.
В радянський час і до 2016 року село носило назву Свердловка.

## Символіка
На гербі зображений пес, що символізує історичну назву села. Синьо-зелене тло — розташування села на березі Десни. Внизу зображена трава біловус, яка раніше в селі називалася псарка, що також веде до назви села. Дві кістки - два села, підпорядковані Деснянському старостинському округу.

## Історія
У архівних документах інвентарізації поляками Новгород-Сіверського уїзду в 1619 р. вказані малозаселені Мізинські, Псарівські, Радичівські грунти, на яких невдовзі з’являться нові села. Зокрема Псарівка була заснована у другій половині 1630-х рр. домініканським ксьондзом Миколою Петриковським. Псарівка як село вперше згадане у актах Рихлівського монастиря 1679 р. Отже, в Псарівці вже була церква. За здогадкою архієпископа Філарета виходить, що люди не забули князівську псарню і дали таку назву своєму селу, розташованому на місці двох поселень сіверців біля псарні та городища. Також люди ще пам’ятали й назву своєї дотатарської Петропавлівської церкви на честь двох святих апостолів Петра й Павла, а ось стару назву поганої трави білоуса – псарки забули.
За даними опису Новгород-Сіверського намісництва 1779-1781 рр., село Псарівка Понорницької сотні знаходилося за десять верст від сотенного містечка Понорниці. Село ховалося в долині між високими косогорами з гаями на правому березі Десни. У Псаровці нараховувалося 56 дворів (72 хати), одна дерев’яна церква, 2 священика, 1 церковник.
Село постраждало внаслідок геноциду українського народу, проведеного урядом СССР 1932—1933 та 1946—1947.*
12 червня 2020 року, відповідно до розпорядження Кабінету Міністрів України № 730-р «Про визначення адміністративних центрів та затвердження територій територіальних громад Чернігівської області», увійшло до складу Понорницької селищної громади.
19 липня 2020 року, в результаті адміністративно-територіальної реформи та ліквідації Коропського району, увійшло до складу Новгород-Сіверського району Чернігівської області.

## Географія
У селі річка Головесня впадає у Десну.

## Галерея

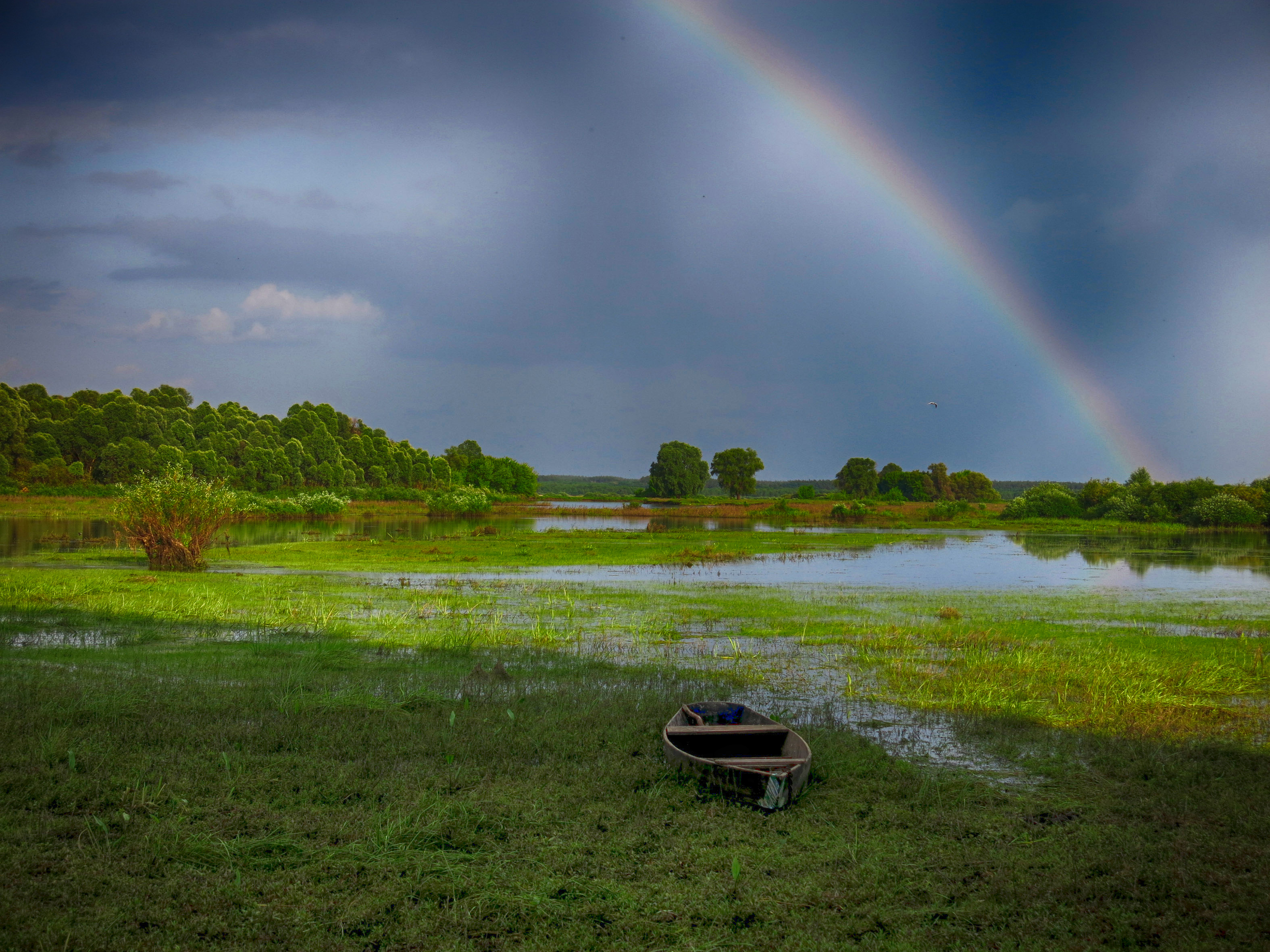

## Економіка
Сільгосппідприємство «Авангард» — вирощування овочів у теплицях.